# (32769) 1984 AJ1
1984 أي جاي 1 (ويعرف أيضًا باسم (32769) 1984 أي جاي 1 وفق تسمية الكوكب الصغير) (بالإنجليزية: 1984 AJ1)‏ هو كويكب ضمن حزام الكويكبات؛ وترتيبه 32769 من حيث الاكتشاف.
اكتُشف هذا الجُرم الفلكي بواسطة Edward L. G. Bowell ‏ في 8 يناير 1984.

## وصلات خارجية
- (32769) 1984 AJ1 في قاعدة بيانات مختبر الدفع النفاث لأجرام النظام الشمسي الصغيرة

- الاكتشاف · مخطط المدار ·  العناصر المدارية · المعلمات المادية

- (32769) 1984 AJ1 على موقع ويكي سكاي: DSS2, SDSS, GALEX, IRAS, Hydrogen α, X-Ray, Astrophoto, Sky Map, Articles and images